# 巴洛克时期哲学
17世纪哲学一般被认为是近代哲学的开端。中世纪的方法――尤其是经院哲学，在路德宗教改革的影响下衰落了。17世纪常被称为“理性的时代”，既延续了文艺复兴的传统，也是启蒙运动的序曲。
在西方哲学史上，近代哲学始于笛卡尔的著作，他的认识论影响了之后两百年哲学研究的基本方向，而他的方法论也影响了众多在他之后的哲学家。这个时期的哲学特征是伟大的思想家们经常提出一个整合了认识论、形而上学、逻辑学和伦理学的哲学体系，有时还包括政治和物理学。
这段时期的哲学主流一般分为两派：经验主义和唯理主义，这两派之间的争论直到启蒙运动晚期才由康德所整合。但将这段时期中的哲学简单地归于这两派中也是过于简易的，这些哲学家提出他们的思想时并不认为他们属于这两派间的某一派，而将他们看成独自的学派。尽管有着多方面的误导，但这样的分类直到今天仍被人们所认可，尤其是在谈论17和18世纪的哲学时。这两派的主要区别在于，唯理主义者们认为从理论上来说（不是实践中），所有的知识可以只通过理性的力量获得，而经验主义者们认为我们的知识起源于我们的感觉经验。
这段时期也诞生了一流的政治思想，尤其是洛克的《政府论两篇》和霍布斯的《利维坦》。同时哲学也从神学彻底分离开来，尽管哲学家们仍然谈论例如“上帝是否存在”这样的问题，但这种思考是完全基于理性和哲学性的反思之上的。

## 经验主义
- 培根（1561–1626）
- 霍布斯（1588–1679）
- 洛克（1632–1704）

## 唯理主义
- 笛卡尔（1596–1650）
- 斯宾诺莎（1632–1677）
- 莱布尼茨（1646–1716）

## 神学
- 梅森（1588–1648）
- 伽桑狄（1592–1655）
- 帕斯卡（1623–1662）
- 牛顿（1642–1727）